# 2007 en Palestine
Chronologie de la Palestine
- 2003
- 2004
- 2005
- 2006
- 2007
- 2008
- 2009
- 2010
- 2011

Cet article présente les faits marquants de l'année 2007 en Palestine.

## Évènements

### Janvier
- 30 janvier : à la suite de l'attentat-suicide du 29 janvier contre la station balnéaire d'Eilat, l'armée israélienne reprend dans la nuit du 30 au 31 une série de bombardements sur Gaza, ce qui déclenche une trêve entre le Hamas et le Fatah.

### Février
- 7 février : à La Mecque, sous la houlette de l'Arabie saoudite, début du sommet réunissant le président de l'Autorité palestinienne, Mahmoud Abbas, pour le Fatah d'un côté, le Premier ministre Ismaël Haniyeh et le chef du bureau politique du Hamas à Damas pour l'autre partie.
- 8 février : Accord conclu à La Mecque entre le Fatah et le Hamas qui  signent un accord sur un gouvernement d'union nationale palestinien pour mettre fin aux affrontements interpalestiniens et pour le rétablissement de l'aide internationale suspendue. Un gouvernement d'union nationale doit être formé dans un délai de cinq semaines.

### Mars
- 15 mars : Un gouvernement d'union nationale palestinien est constitué. Le Premier ministre sortant, Ismaïl Haniyeh est reconduit dans ses fonctions et son gouvernement compte huit ministres issus du Hamas, six issus du Fatah, trois d'autres formations et cinq indépendants.
- 17 mars : Le nouveau gouvernement d'Union nationale est investi par le Conseil législatif palestinien.

### Mai
- 11 mai : Les affrontements entre les milices du Fatah et celles du Hamas reprennent dans la bande de Gaza.
- 14 mai :
  - Le ministre de l'Intérieur, Hani al-Qawasmesh, apolitique, démissionne.
  - Nouveaux tirs de roquettes contre la ville israélienne de Sderot.
- 16 mai : L'aviation israélienne, à la suite des tirs de roquettes, reprend ses raids de représailles sur la bande de Gaza qui vont causer la mort de 37 palestiniens en cinq jours.
- 17 mai : L'armée israélienne fait intervenir ses blindés dans le nord de la bande de Gaza.
- 21 mai : Israël entame un nouveau bouclage de la bande de Gaza et de la Cisjordanie. Le ministre israélien de la Sécurité intérieure, Avi Dichter, menace de mort le Premier ministre palestinien Ismaïl Haniyeh, issu du Hamas, et son chef, Khaled Mechaal, domicilié à Damas en Syrie.

### Juin
- 7 juin : Affrontements généralisés entre les miliciens du Fatah et ceux du Hamas, jusqu'au 14 juin. Le Hamas prend peu à peu le contrôle de toute la Bande de Gaza.
- 13 juin : Le journal britannique The Guardian révèle un rapport confidentiel de l'envoyé spécial des Nations unies au Moyen-Orient, Alvaro de Soto qui écrit que « les Américains ont poussé à une confrontation entre le Hamas et le Fatah ».
- 14 juin : à la suite de la mainmise par la force du Hamas sur la Bande de Gaza, le Président de l'autorité palestinienne, Mahmoud Abbas, procède au limogeage du Premier ministre Ismaïl Haniyeh issu du Hamas. Il instaure l'état d'urgence et annonce des élections anticipées mais sans date fixe, alors que l'ex-Premier ministre limogé déclare que « le gouvernement existant va continuer à exercer sa mission ».
- 15 juin : Le Président de l'autorité palestinienne, Mahmoud Abbas, nomme le nouveau Premier ministre en la personne de Salam Fayyad qui était auparavant le ministre des Finances du gouvernement d'Union nationale. La communauté internationale reconnaît en majorité et rapidement ce nouveau gouvernement d'urgence dont le Hamas s'est désormais exclu.